# Филиже, Шарль
Шарль Филиже (фр. Charles Filiger; 28 ноября 1863, Танн, Эльзас — 11 января 1928, Плугастель, Бретань) — французский художник.

## Биография
Шарль Филиже родился в богатой семье, его отцу принадлежала бумажная фабрика. В 1886 году Ш. Филиже поступает для обучения в Париже в художественную академию Коларосси. В 1889 и в 1890 годах выставляет свои работы в Салоне Независимых. Художник принадлежал к школе Понт-Авен и находился под творческим влиянием таких мастеров, как Поль Гоген и Поль Серюзье, однако позже его работы будут классифицированы как символистские.
В своих работах Филиже часто использовал религиозные и мифологические мотивы (например, «Христос с ангелами» (1892)) и был близок произведениям Мориса Дени.
Филиже был заново открыт в 1948 году Андре Бретоном, который назвал его сюрреалистом и приобрёл несколько его картин. Работы Филиже сейчас находится в парижском Лувре, Музее изящных искусств Ренна, Музее современного искусства в Страсбурге и Музее изящных искусств Пон-Авена.

## Галерея
- Портрет рыжеволосого мужчины
- Голова мужчины в синем берете (1892)
- Ангел-хранитель с гирляндой (1892)
- Мадонна и два ангела (ок. 1892)
- Вид Пульдю (1892)